# Açude Caracas
O Açude Caracas é um açude brasileiro no estado do Ceará, localizado no municípios de Canindé, que barra as águas do riacho Longá, um afluente do rio Curu, e foi concluído em 1985.
Sua capacidade de amarzenamento de água é de 9.630.000 m³.